# Приворотень напівзарубчастий
Приворотень напівзарубчастий (Alchemilla subcrenata) — вид трав'янистих рослин родини розові (Rosaceae), поширений в арктичних і альпійських регіонах Європи та Західного Сибіру.

## Опис
Це багаторічні трав'янисті рослини 10–50 см заввишки, від жовтувато-зеленого до темно-зеленого кольору, часто червонувато-коричневі, особливо на стебла, черешках і гілках суцвіть. Рослини формують помірні килимки, мають дуже міцні, горизонтальні кореневища. Стебла від густо до злегка запушених. Листя: прилистки напівпрозорі, іноді з відтінком червоного вина проксимально; листові пластини 7–9-лопатеві, майже округлі в загальних рисах, 8–15 см; лопаті зелені, верхівки від тупуватих до тупих, зубчасті, нижні поверхні від трав'янисто-зелених до темно-зелених, жилки волохаті, горішні поверхні волохаті всюди чи тільки на краях і складках. Суцвіття відкриті з численними пухкими кластерами, кожен з яких містить 10–30 квіток: первинні гілки від рідко до густоволосисті; квітконоси голі або з рідкими волосками; квітконіжки голі. Квіти радіально симетричні, жовтувато-зелені, часто стають червонувато-коричневими, без пелюсток. Чашолистки короткою трикутної форми, з кількома верхівковими волосками або голі. Тичинок 4. Плоди — горішки, укладені в гіпантій.

## Відтворення
Безстатеве розмноження насінням; локальне вегетативне розмноження шляхом фрагментації кореневища. Плоди не мають спеціальних пристосувань для поширення. Ймовірно, розповсюджуються локально вітром і тваринами.

## Поширення
Європа (Австрія, Білорусь, Болгарія, Велика Британія, Чорногорія, Чехія, Хорватія, Данія, Естонія, Фінляндія, Франція, Німеччина, Швейцарія, Нідерланди, Італія, Латвія, Литва, Норвегія, Польща, Румунія, Словаччина, Словенія, Сербія, Швеція, Україна), Азія (Росія — західний Сибір, європейська частина). Введений на Шпіцберген, в Ісландію, Британську Колумбію, Квебек, Монтану; випадкові адвентивні знахідки в Ґренландії.
Населяє вологі луки, заплави.
В Україні зростає на лісових і субальпійських луках — у Карпатах спорадично; в Поліссі та Лісостепу зрідка.